# Tên lửa chống hạm
Tên lửa chống tàu (tên lửa đối hạm) là một loại tên lửa được thiết kế để chống lại các tàu trên mặt biển của hải quân. Hầu hết các tên lửa chống tàu là loại bay thấp với tốc độ cận âm hay siêu âm, được dẫn đường và phát hiện mục tiêu bằng hệ thống kết hợp giữa hệ dẫn quán tính với ra đa/hồng ngoại/quang hình. Loại này có thể ký hiệu theo viết tắt là ASM (anti-ship missile) nhưng thường dùng ký hiệu là AShM để tránh nhầm lẫn với các tên lửa không đối đất cũng có ký hiệu ASM (air-to-surface missile).

## Lịch sử

### Thế chiến 2

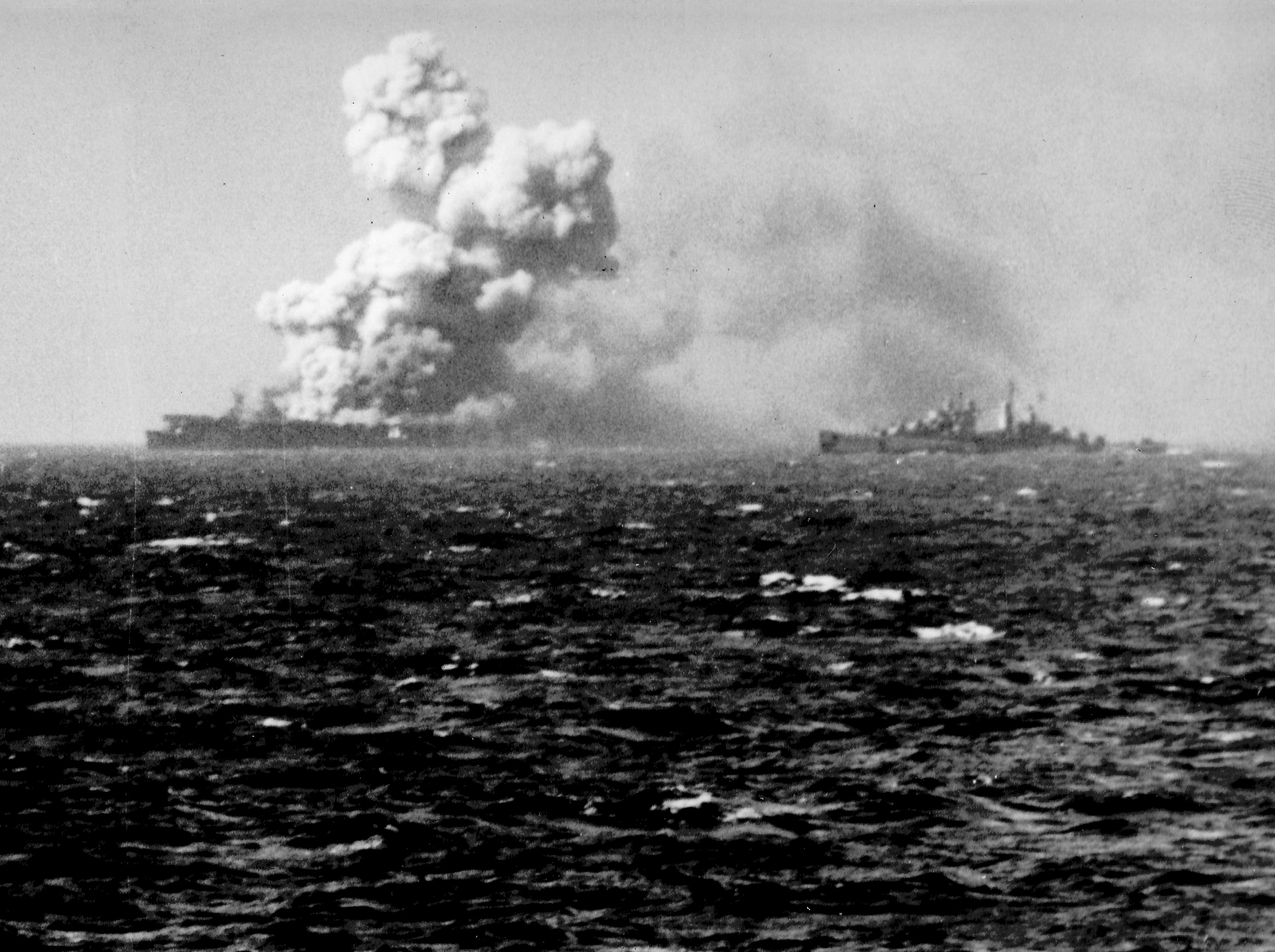
Tàu sân bay USS Princeton (CVL-23) bị nổ tung và chìm sau khi bị 1 máy bay Kamikaze lao trúng

Trong Thế chiến thứ 2, tiền thân của tên lửa chống tàu đã được sử dụng. Không quân Đức thời đó đã sử dụng loại bom lượn có điều khiển Fritz-X để chống lại các tàu của Đồng minh một cách hiệu quả, đã bắn chìm hoặc làm hỏng một số tàu chiến lớn trước khi quân đồng minh đưa ra biện pháp đối phó (chủ yếu là bằng bẫy sóng vô tuyến). Tuy nhiên, Fritz-X vẫn là bom chứ không phải tên lửa nên bị hạn chế rất nhiều về tầm bắn, nó không thể tự bay đến mục tiêu mà phải có máy bay ném từ trên cao xuống.
Cuối thế chiến thứ hai, Nhật Bản đã sử dụng các phi công cảm tử Kamikaze (Thần Phong) có nhiệm vụ lái máy bay mang bom lao thẳng vào tàu chiến Mỹ-Anh. Đây có thể coi là một dạng tên lửa hành trình chống hạm sơ khai. So với tên lửa chống hạm thực thụ, các máy bay Kamikaze có nhiều thiếu sót (không thể bay tự động, không thể bay sát mặt biển để tránh rađa, vận tốc chỉ đạt 500 km/h, kích thước khá lớn nên dễ bị trúng đạn phòng không). Nhưng ngay cả với những thiếu sót đó, các phi cơ Thần Phong vẫn lập nên nhiều chiến tích lớn. Dù không quân Mỹ thường xuyên bay tuần tra và được hộ tống bởi các tàu khu trục có hệ thống phòng không dày đặc, đội tàu sân bay Mỹ vẫn bị thiệt hại nặng bởi Kamikaze.
Khoảng 2.800 phi cơ Thần Phong đã xuất kích, và họ đã thành công trong việc đánh chìm 3 chiếc tàu sân bay hộ tống, đánh hỏng nặng rất nhiều tàu sân bay khác (gồm 15 lượt tàu sân bay hộ tống, 3 tàu sân bay hạng nhẹ và 21 lượt tàu sân bay cỡ lớn), đó là chưa kể hơn 40 tàu chiến các loại khác bị đánh chìm và hơn 360 tàu các loại khác bị đánh hỏng nặng bởi Thần Phong. Thành tích của các Thần Phong báo hiệu nguy cơ lớn đối với tàu chiến từ các cuộc tấn công bằng tên lửa của đối phương.

### Sau thế chiến 2
Sau chiến tranh thế giới 2, Hải quân Liên Xô sớm nhận ra tiềm năng của tên lửa hành trình trong tác chiến trên biển. So với đại bác và ngư lôi, tên lửa hành trình có tầm bắn xa hơn nhiều lần. Đại bác cỡ nòng trên 150mm đều rất cồng kềnh, phải là tàu chiến cỡ lớn (giãn nước vài ngàn tấn) mới gắn vào được, trong khi tên lửa thì nhỏ gọn hơn nhiều, tàu nhỏ cỡ vài chục tấn cũng gắn được. Ngoài ra, đạn pháo và ngư lôi thời đó chỉ có thể bay theo đường thẳng nên rất khó đánh trúng mục tiêu di động ở cự ly xa, trong khi tên lửa thì có thể được điều khiển để chuyển hướng và đuổi theo mục tiêu. Với tên lửa chống hạm, một lực lượng tàu chiến cỡ nhỏ vẫn có thể đánh thắng đội tàu chiến đối phương lớn gấp nhiều lần.
Vì những lý do trên, Liên Xô sớm bắt đầu nghiên cứu tên lửa chống hạm và bắt đầu trang bị hàng loạt cho hải quân, không quân ngay từ năm 1955 (loại KS-1 Komet). Trong khi đó, Hải quân NATO (Anh, Pháp, Đức) chỉ bắt đầu được trang bị tên lửa chống hạm chuyên dụng vào năm 1972, còn hải quân Mỹ đến năm 1977 mới bắt đầu trang bị loại vũ khí này.

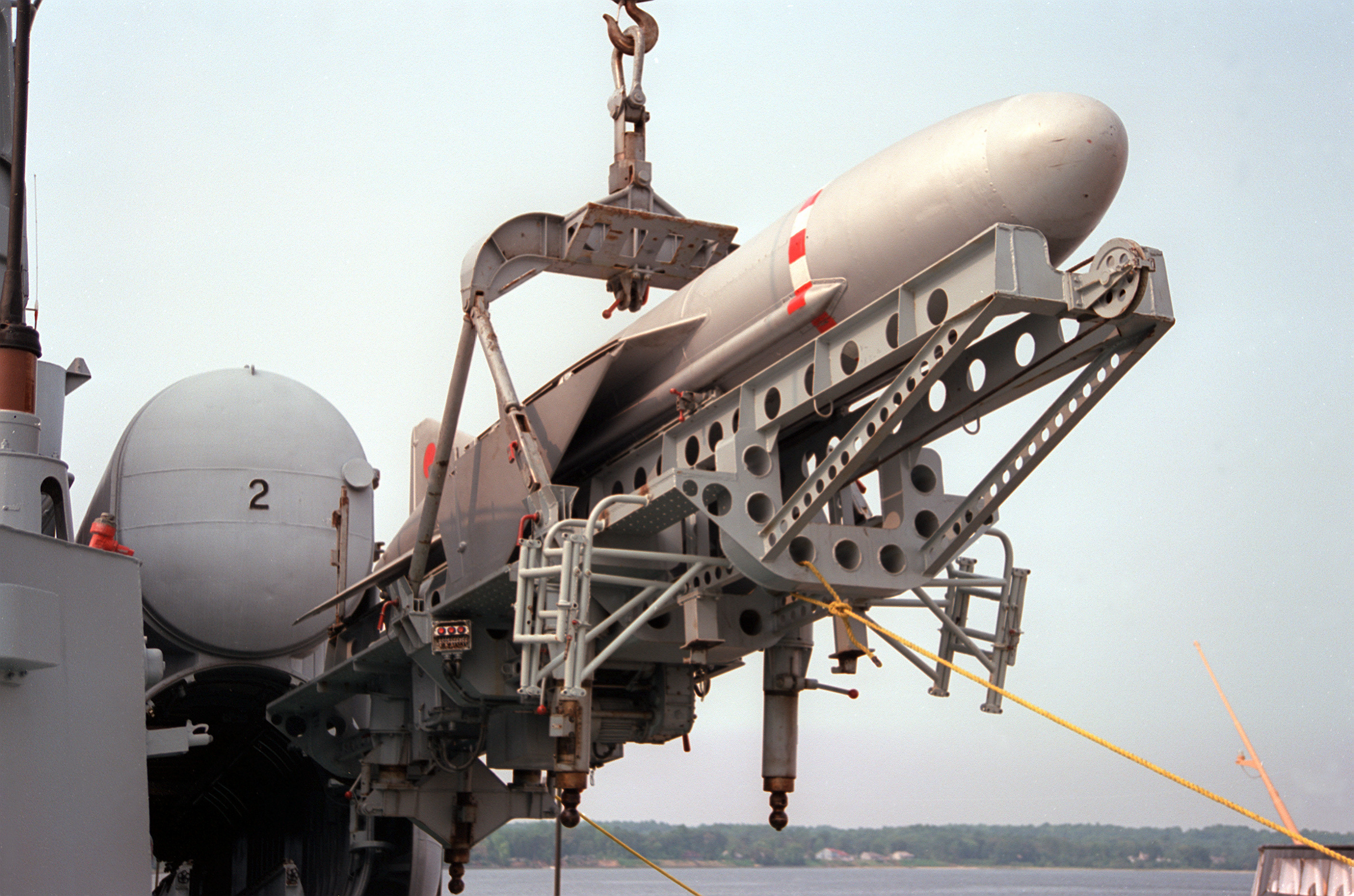
Tên lửa P-15 Termit của Liên Xô là tên lửa chống hạm đầu tiên đánh chìm tàu địch trong chiến đấu

Chiến công đầu tiên của tên lửa chống hạm thời hiện đại được thực hiện ít lâu sau cuộc Chiến tranh Sáu ngày giữa Israel và Ai Cập. Các tên lửa P-15 Termit gắn trên các tàu tên lửa lớp Komar do Liên Xô chế tạo đã được viện trợ cho Ai Cập, nước này đã sử dụng để chống lại Israel năm 1967. 2 tàu Komar của Ai Cập (mỗi chiếc chỉ có giãn nước 67 tấn) đã phóng 4 quả tên lửa P-15 và trúng đích cả 4, đánh chìm khu trục hạm Eilat (giãn nước 2.500 tấn) của Israel chỉ trong vài phút. Đây là một mốc quan trọng của chiến tranh hải quân hiện đại, lần đầu tiên các tên lửa chống hạm chứng minh được tiềm năng đúng như các nhà chiến lược hải quân Liên Xô dự tính. Với tên lửa chống hạm, các tàu có kích thước rất nhỏ vẫn có thể đánh chìm những tàu chiến lớn gấp hàng chục lần, từ cự ly hàng trăm km.
Trong cuộc chiến tranh Ấn Độ - Pakistan năm 1973, tên lửa chống hạm Liên Xô tiếp tục thể hiện uy lực. Các tàu tên lửa lớp Osa (tàu nhỏ cỡ 200 tấn, mỗi chiếc trang bị 4 quả P-15 Termit mà Ấn Độ mua của Liên Xô) đã tiến hành 2 cuộc tấn công rất thành công tại cảng của thành phố Karachi. 11 quả P-15 đã được 3 tàu Osa của hải quân Ấn Độ phóng đi, trúng đích 10 quả (tỷ lệ trúng 91%), đánh chìm hoặc đánh hỏng hoàn toàn 7 tàu chiến của Pakistan, bao gồm chiếc khu trục hạm Khaibar giãn nước 3.300 tấn, khu trục hạm Shah Jahan giãn nước 2.500 tấn, ngoài ra còn phá hủy 2 kho chứa nhiên liệu trong bến cảng của Pakistan. Với tên lửa chống hạm P-15, các tàu Osa của Ấn Độ đã đánh bại những chiếc tàu chiến Pakistan lớn gấp hàng chục lần, mà không chịu bất kỳ tổn thất nào.
Tên lửa chống tàu vẫn là một mối đe doạ đáng kể đối với các tàu chiến hiện đại. 7 quả tên lửa chống tàu Exocet đã được Argentina sử dụng vào năm 1982 trong Chiến tranh Falkland, trong đó 4 quả trúng đích, đánh chìm 1 tàu khu trục và 1 tàu chở trực thăng, đánh hỏng nặng 1 tàu khu trục khác của Anh, đạt hiệu suất chiến đấu cao. Năm 1987, một tàu khu trục có trang bị tên lửa dẫn hướng USS Stark của Hải quân Hoa Kỳ đã bị một tên lửa chống tàu Exocet của quân Iraq bắn trúng. Tàu Stark đã bị hư hỏng nặng nhưng có thể chạy về một hải cảng của đồng minh để sửa chữa. Năm sau, cả lực lượng của Hoa Kỳ lẫn lực lượng của Iran đều đã dùng tên lửa chống tàu Harpoon để bắn nhau trong vùng Vịnh, kết quả là 1 tàu Iran bị đánh chìm (nhưng buồn cười là nó bị đánh chìm không phải vì tên lửa chống hạm Harpoon mà là vì 1 tên lửa phòng không).
Năm 2006, lực lượng Hezbollah đã bắn một tên lửa chống tàu C-802 của Trung Quốc trúng vào tàu hộ tống INS Hanit của Israel, gây ra hư hỏng nặng cho con tàu. Một tên lửa trong loại này cũng đã bắn chìm tàu buôn của Ai Cập một cách dễ ràng.

### Các phát triển của Liên Xô/Nga
Đối thủ dự tính của Liên Xô/Nga là Hoa Kỳ, quốc gia có lực lượng hải quân lớn nhất thế giới với nòng cốt là khoảng 10 - 15 tàu sân bay cỡ lớn. Phát triển tên lửa chống hạm (cùng với tàu ngầm và máy bay ném bom mang tên lửa tầm xa) được Liên Xô/Nga xem là một giải pháp tác chiến phi đối xứng: tên lửa chống hạm tầm xa có thể khắc chế lợi thế về tàu sân bay của hải quân Hoa Kỳ mà chi phí lại rẻ hơn nhiều so với đóng tàu sân bay. Liên Xô/Nga dự tính nếu có chiến tranh, họ sẽ sử dụng chiến thuật tấn công bão hòa: phóng cùng lúc hàng chục, thậm chí hàng trăm quả tên lửa chống hạm nhắm vào duy nhất 1 chiếc tàu sân bay Mỹ. Do chỉ có tối đa 3 phút để đánh chặn, các hệ thống phòng không trên tàu chiến địch sẽ bị quá tải vì số lượng mục tiêu phải đánh chặn quá lớn, chỉ cần để sót 1 phần số tên lửa là đủ để chiếc tàu sân bay bị đánh chìm
Với mục tiêu đánh bại Hải quân Mỹ trong trường hợp nổ ra chiến tranh, Liên Xô/Nga đã phát triển nhiều loại tên lửa chống hạm hạng nặng có tốc độ siêu thanh và tầm bay siêu xa, chuyên diệt tàu sân bay, nhằm tiêu diệt chớp nhoáng cụm tàu sân bay Mỹ. Ngay từ năm 1953, Liên Xô đã bắt đầu trang bị tên lửa chống hạm cho không quân, đó là loại KS-1 Komet trang bị cho máy bay Tupolev Tu-4 và Tupolev Tu-16. Loại tên lửa chống hạm đời đầu này có tầm bắn khoảng 100 km, vận tốc Mach 0,9 và mang đầu đạn 600 kg. Ở giữa thập niên 1950, tàu chiến chỉ có pháo cao xạ là vũ khí phòng không chủ yếu, nên KS-1 Komet thật sự là một vũ khí tấn công khá nguy hiểm.

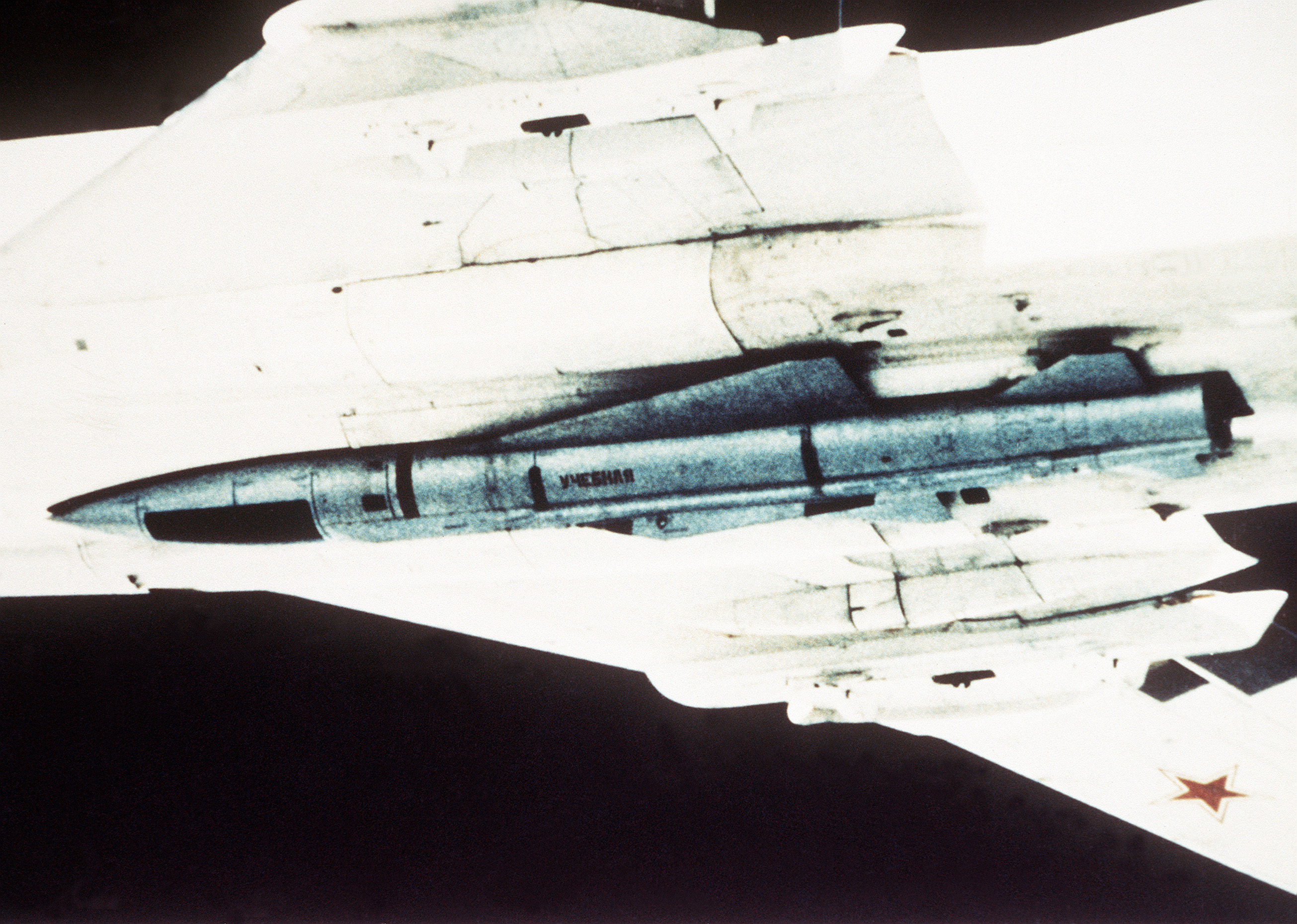
Tu-22 mang tên lửa chống hạm hạng nặng tầm xa Kh-22

Với sự phát triển của công nghệ, các loại tên lửa chống hạm của Liên Xô ngày càng có tầm bắn xa hơn, tốc độ nhanh hơn. Trong thập niên 1960, KS-1 Komet đã được thay thế bởi tên lửa Raduga Kh-22 (tiếng Nga: Х-22; AS-4 'Kitchen'). Đây là một loại tên lửa chống hạm cỡ lớn, uy lực rất mạnh với tầm bắn rất xa (600–700 km), tốc độ gấp 4 lần vận tốc âm thanh, và mang đầu đạn nặng gần 1 tấn. Tạp chí Australian Air Power miêu tả Kh-22 là "một vũ khí khủng khiếp ở mọi giới hạn". Máy bay được sử dụng chính để mang tên lửa là Tu-22M 'Backfire'. nhưng Nga cũng sử dụng Тu-22К 'Blinder-B' và Tupolev Tu-95К22 'Bear-G' để mang Kh-22.
Trong thập niên 1970-1980, Liên Xô duy trì trong biên chế 10 sư đoàn không quân chiến lược, mỗi sư đoàn trang bị 25 chiếc máy bay ném bom hạng nặng tầm xa Tu-22M. Trong trường hợp xảy ra chiến tranh với Mỹ, cứ mỗi nhóm tàu sân bay của Mỹ (gồm 1 tàu sân bay và 4-12 tàu khu trục hộ tống), Liên Xô/Nga sẽ huy động 1 sư đoàn không quân chiến lược với khoảng 25 chiếc Tu-22M (mỗi chiếc mang 3 tên lửa Kh-22) để tấn công. Mỗi tên lửa Kh-22 có vận tốc nhanh gấp 4 lần vận tốc âm thanh, giai đoạn cuối tên lửa bay rất sát mặt biển nên rất khó đánh chặn. Với 75 tên lửa phóng tới gần như cùng lúc, dù hệ thống phòng không của các tàu khu trục hộ tống Mỹ rất mạnh nhưng cũng không thể đánh chặn hết cả 75 tên lửa được. Chỉ cần 3-4 tên lửa lọt qua hệ thống phòng thủ và đánh trúng đích (mỗi tên lửa nặng 6 tấn cùng đầu đạn nặng 1.000 kg) là đủ để đánh chìm chiếc tàu sân bay Mỹ (thử nghiệm cho thấy với vận tốc là 800 m/s, tương đương vận tốc của 1 viên đạn súng trường, quả tên lửa Kh-22 sẽ giống như 1 viên đạn khổng lồ lao xuyên qua vỏ tàu, đục thủng một lỗ đường kính 5 mét và sâu 12 mét vào trong thân tàu, trước khi đầu đạn nặng 1.000 kg phát nổ sẽ phá tung các khoang tàu từ bên trong, thậm chí có thể xé đôi con tàu,). Tên lửa phòng không trên tàu chiến Mỹ thời kỳ đó có tầm bắn tối đa khoảng 100 km, trong khi những chiếc F/A-18 Hornet của tàu sân bay Mỹ chỉ có bán kính tác chiến khoảng 600 km, do vậy Tu-22 có thể tấn công tàu sân bay Mỹ từ cự ly mà máy bay hoặc tên lửa phòng không Mỹ không thể bắn tới. Trong tiểu thuyết The Sum of All Fears, các nhà nghiên cứu quân sự phương Tây đã xây dựng kịch bản chiến tranh Liên Xô - Mỹ, trong đó một nhóm Tu-22M đã phóng Kh-22 đánh chìm tàu sân bay USS John C. Stennis ngay từ giờ đầu tiên của cuộc chiến.

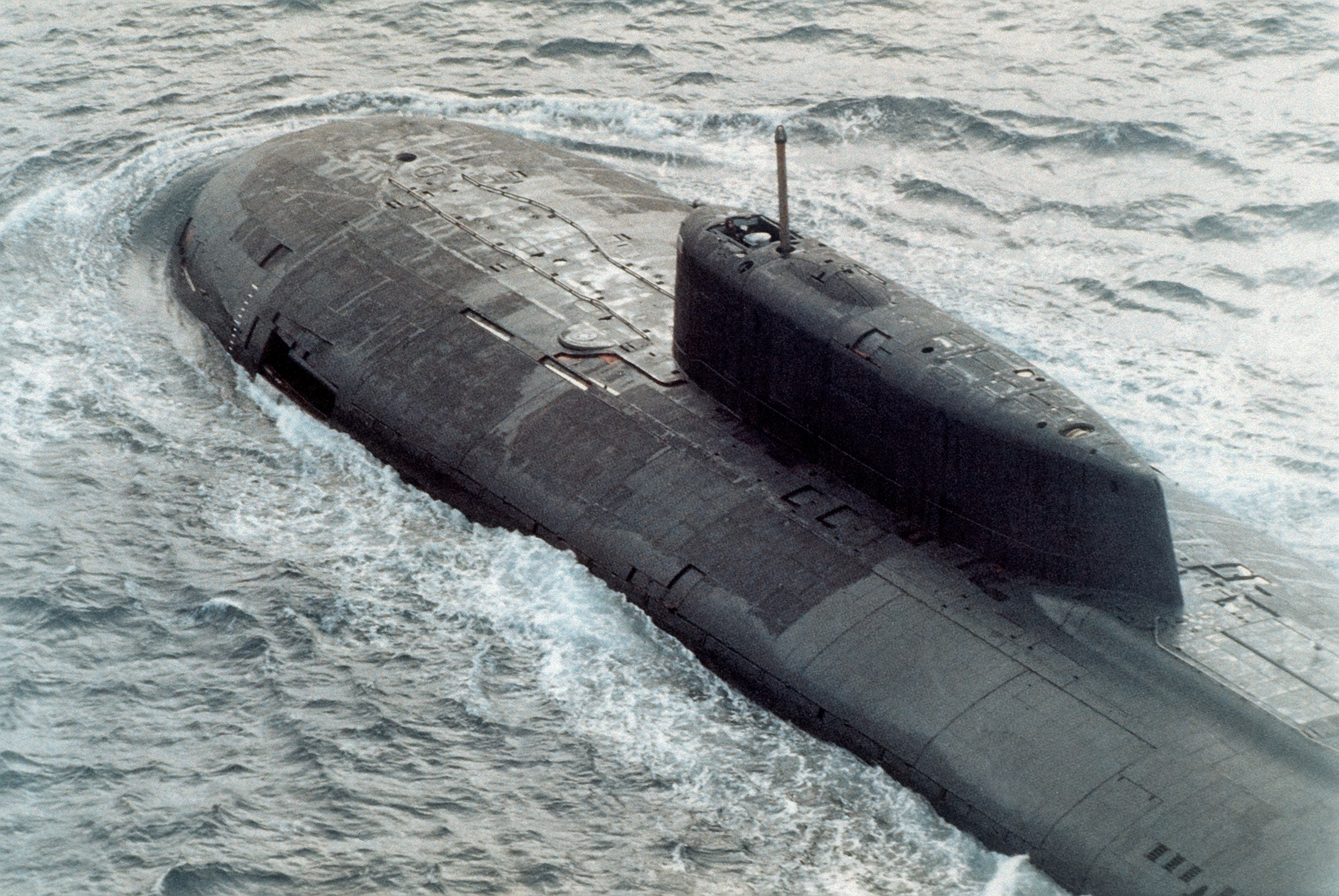
Tàu ngầm lớp Oscar II mang 24 tên lửa P-700 Granit, có thể tấn công tàu sân bay từ cự ly 600 km

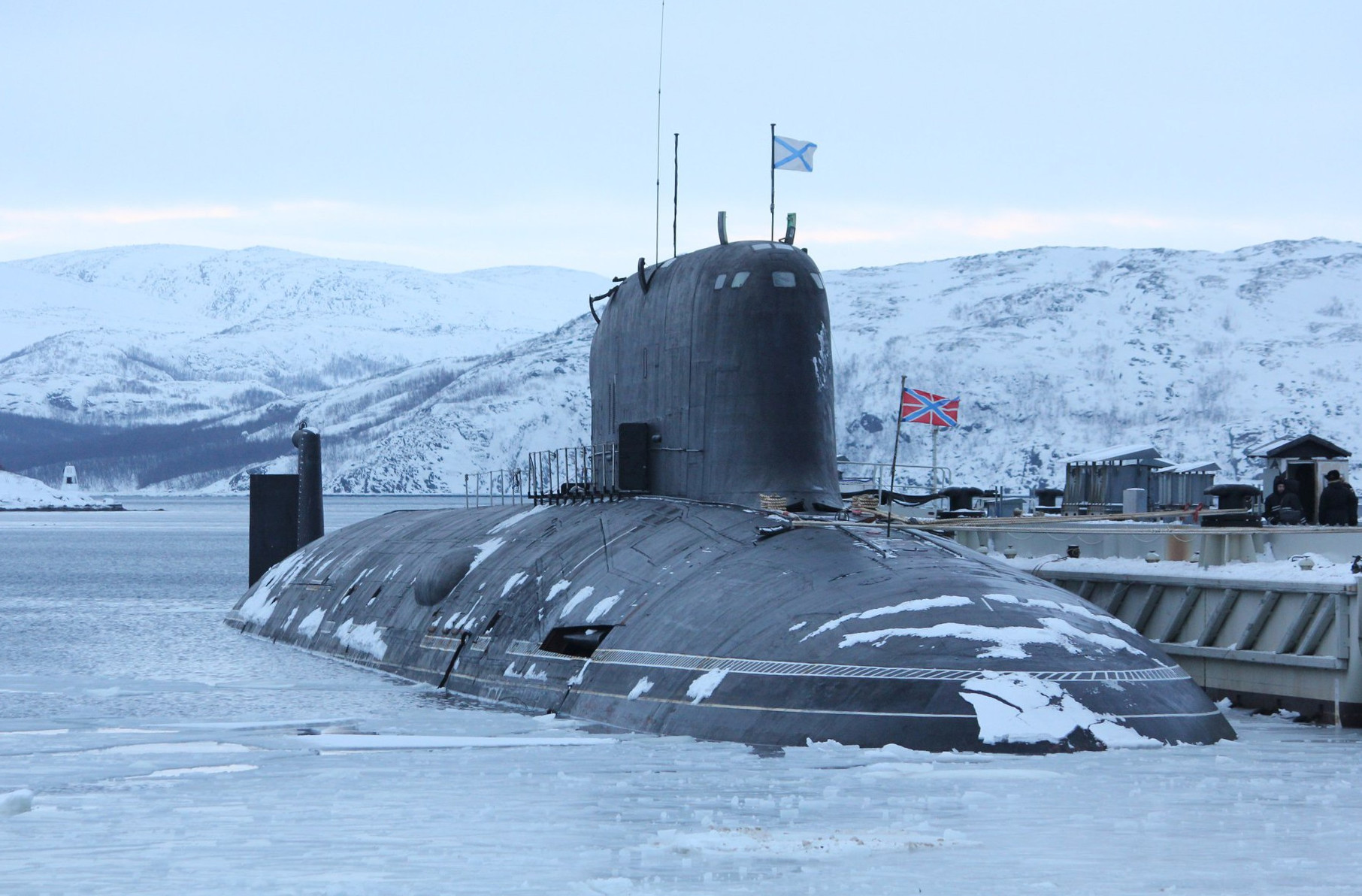
Tàu ngầm lớp Yasen mang 50 tên lửa 3M22 Zircon, có thể tấn công tàu sân bay từ cự ly 1.000 km

Ngoài ra, Liên Xô còn đưa vào trang bị tên lửa P-700 Granit để trang bị cho các tàu nổi và tàu ngầm. Loại tên lửa này có tầm bắn, vận tốc và sức công phá tương đương với Kh-22. Mỗi chiếc tàu ngầm tấn công lớp Oscar II có thể mang 24 quả P-700, một hải đội 3 tàu Oscar II có thể tấn công đội tàu sân bay Mỹ với 72 quả P-700 phóng cùng lúc từ cách xa 600 km, tương tự như kịch bản với Tu-22. Ở cự ly rất xa này, khả năng những chiếc Oscar II bị Mỹ phát hiện là khá thấp (sonar dò tìm tàu ngầm của các tàu chiến Mỹ có cự ly phát hiện không quá 200 km), chúng có thể phóng tên lửa rồi rút lui an toàn mà không sợ bị quân Mỹ đánh trả.
Đến đầu thế kỷ XXI, Nga tiếp tục cải tiến những loại tên lửa chống hạm từ thời Liên Xô và cho ra đời những tên lửa mới có tốc độ và tầm bắn còn cao hơn nữa. Trên thế giới vào năm 2020, Nga là nước có các hệ thống tên lửa chống hạm đa dạng và có tính năng cao nhất, từ hạng nhẹ tới hạng nặng, từ cận âm cho tới siêu âm và cả siêu vượt âm. Các loại tên lửa chống hạm của Nga có thể chia làm 3 hạng:
- Hạng nhẹ: là các loại tên lửa cỡ nhỏ giá rẻ, nặng khoảng 0,5 - 1 tấn, vận tốc cận âm hoặc siêu âm, tầm bắn khoảng dưới 300 km, chuyên dùng để tấn công các tàu chỉ có hệ thống phòng không tầm ngắn hoặc tầm trung (như tàu vận tải hoặc tàu chiến cỡ nhỏ và vừa). Nhiều loại đã được Nga xuất khẩu ra nước ngoài. Tiêu biểu là các loại Kh-31, Kh-35...
- Hạng vừa: là các loại tên lửa cỡ vừa, nặng khoảng 2-3 tấn, vận tốc siêu âm (từ 1-4 Mach) hoặc siêu vượt âm (5-10 Mach), tầm bắn lên tới 600 - 1.000 km. Loại này chuyên dùng để tấn công các tàu chiến cỡ lớn có hệ thống phòng không tầm xa (như khu trục hạm, tuần dương hạm). Một số loại đã được Nga xuất khẩu ra nước ngoài, nhưng tính năng đã bị cắt giảm (hạ tầm bắn xuống mức 300 km, sử dụng đầu tự dẫn kém tinh vi hơn...) để tránh bị lộ công nghệ. Tiêu biểu là các loại P-800 Oniks, 3M-54 Klub, 3M22 Zircon...
- Hạng nặng: là các loại tên lửa cỡ lớn, nặng khoảng 4-6 tấn, vận tốc siêu âm hoặc siêu vượt âm, tầm bắn lên tới 1.000 - 2.000 km hoặc hơn nữa, chuyên dùng để tấn công các nhóm tàu chiến cỡ rất lớn được hộ tống bởi nhiều máy bay tiêm kích và tàu khu trục (như nhóm tác chiến tàu sân bay của Hải quân Mỹ). Do có tính năng rất cao, các loại tên lửa này chỉ được trang bị cho các lực lượng tiến công chiến lược của Nga (máy bay ném bom hạng nặng, tàu tuần dương, tàu ngầm hạt nhân...) và không được phép xuất khẩu ra nước ngoài. Tiêu biểu là các loại Kh-22, P-700 Granit, Kh-47M2 Kinzhal, đạn siêu tốc Avangard.

Các quốc gia khác như Mỹ, Anh, Trung Quốc... cũng có các hệ thống tên lửa chống hạm riêng, nhưng tầm bắn và tốc độ chỉ tương đương với các loại tên lửa chống hạm hạng nhẹ hoặc hạng vừa của Nga. Cho tới năm 2020, Nga cũng là nước duy nhất có vũ khí chống hạm siêu vượt âm (Kh-47M2 Kinzhal, 3M22 Zircon và đạn siêu tốc Avangard).

## Sử dụng

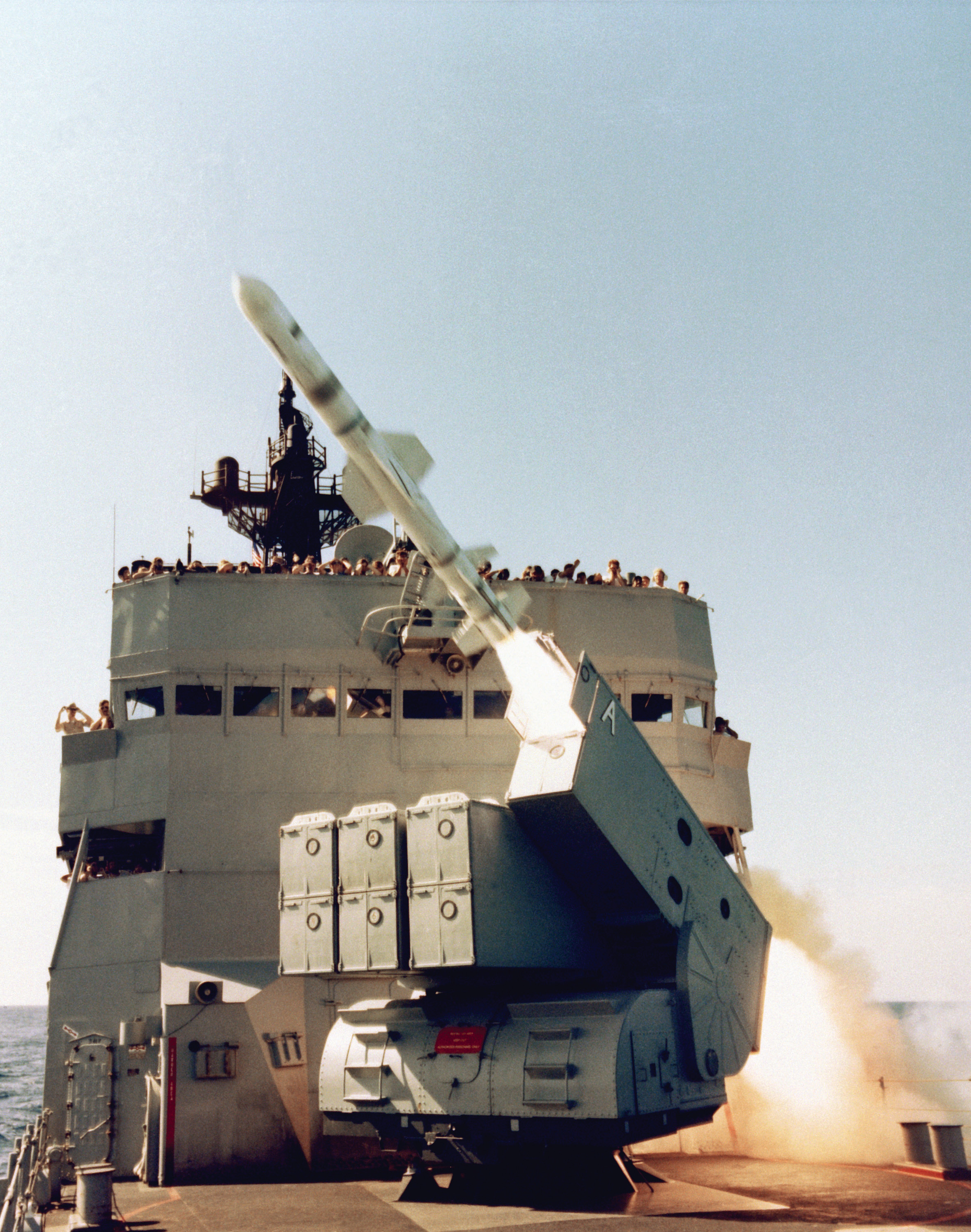
Tên lửa RGM-84 Harpoon được phóng từ dàn phóng ASROC trên tàu khu trục USS Badger (FF-1071).

Các tên lửa chống tàu có thể được phóng từ nhiều kiểu bệ phóng khác nhau, gồm:
- Tàu chiến (các loại tàu tham chiến trên mặt nước);
- Tàu ngầm;
- Máy bay cánh cố định;
- Máy bay trực thăng;
- Các phương tiện cơ giới khác.

## Biện pháp đối phó
Các biện pháp đối phó chống lại các tên lửa chống hạm gồm:
- Tên lửa phòng không (như Sea Sparrow, SA-N-6 Grumble, SA-N-9 Gauntlet, RAM, Standard hay Sea Wolf)
- Hệ thống vũ khí phòng thủ tầm gần (CIWS), thực chất là các loại Pháo phòng không có tốc độ bắn nhanh như Mk-45 hay AK-130.
- Các hệ thống làm nhiễu (như SLQ-32)
- Hệ thống phóng mồi bẫy.

Các tàu chiến hiện đại đều được trang bị một hoặc nhiều hệ thống đối phó với tên lửa chống hạm. Để đáp trả, tên lửa chống hạm hiện đại cũng ngày càng có tầm bắn xa hơn, tốc độ nhanh hơn và sử dụng hệ thống tìm kiếm mục tiêu tinh vi hơn. Ngoài ra, khi tấn công thì người ta thường phóng nhiều tên lửa chống hạm cùng lúc để nâng cao xác suất tiêu diệt tàu địch.

## Danh sách tên lửa AShM điển hình

### Chiến tranh thế giới thứ hai
- Ruhrstahl/Kramer SD 1400 X (Fritz X) - Đức
- Henschel Hs 293 - Đức
- Henschel Hs 294 - Đức
- Blohm + Voss BV 246 (Hagelkorn) - Đức
- Igo - Nhật
- Ohka - Nhật

### Các nướcNATO

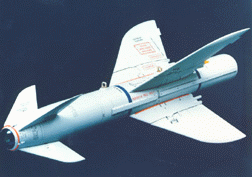
Tên lửa chống tàu AGM-119 Penguin.

- AGM/UGM-84 Harpoon missile – Hoa Kỳ; được sản xuất bởi Boeing/McDonnell Douglas
- AS.34 Kormoran 2 – Đức
- AGM-119 Penguin
- AGM-123 Skipper – Hoa Kỳ; được phá triển bởi Hải quân Hoa Kỳ
- AS.12 – Pháp; thiết kế bởi Aérospatiale/Nord Aviation)
- BGM-109 Tomahawk (loại TASM) – Hoa Kỳ; sản xuất bởi Raytheon/General Dynamics
- RBS15 MK3 – Thuỵ điển/Đức
- Exocet AM-39 – nguyên dạng của Pháp
- Teseo/Otomat – nguyên dạng của Italia
- Martel – Anh/Pháp
- Naval Strike Missile (NSM) &ndash
- Sea Eagle – Anh
- RIM-67 - Hoa Kỳ

### Liên Xô/Nga

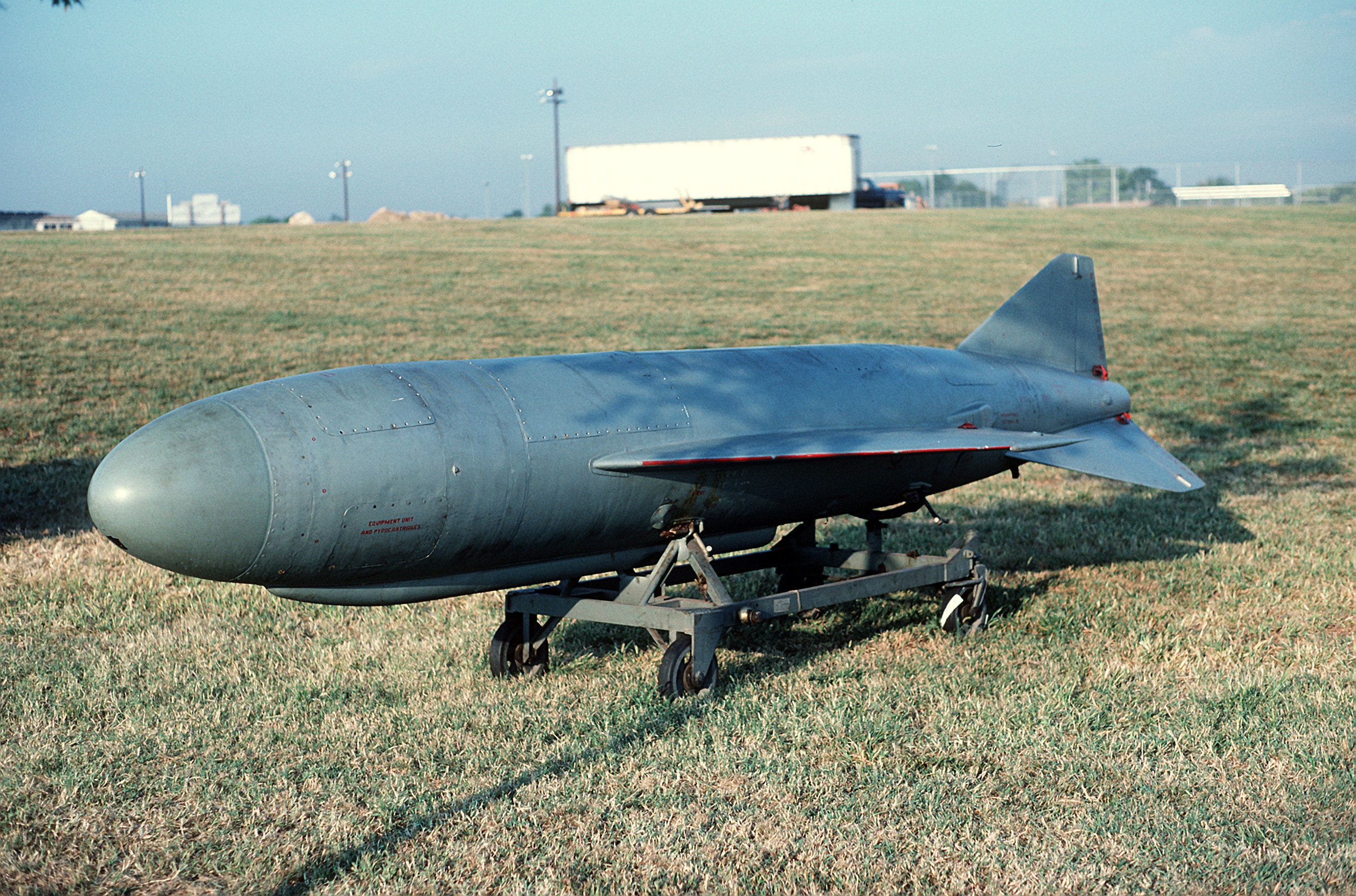
P-15 Termit (SS-N-2 Styx)

- P-1 (GRAU: 4K32, NATO gọi là: SS-N-1 Scrubber)
- P-5 (GRAU: 4K34, NATO gọi là: SS-N-3 Sepal/Shaddock)
- P-15 Termit (GRAU: 4K40, NATO gọi là: SS-N-2 Styx)
- P-70 Ametist (GRAU: 4K66, NATO gọi là: SS-N-7 Starbright)
- P-80 Zubr (GRAU: 3M82, NATO gọi là: SS-N-22 Sunburn)
- P-120 Malakhit (GRAU: 4K85, NATO gọi là: SS-N-9 Siren)
- P-270 Moskit (GRAU: 3M80, NATO gọi là: SS-N-22 Sunburn)
- P-500 Bazalt (GRAU: 4K80, NATO gọi là: SS-N-12 Sandbox)
- P-700 Granit (GRAU: 3M45, NATO gọi là: SS-N-19 Shipwreck)
- P-750 Grom (GRAU: 3M25[9], NATO gọi là: SS-N-24 Scorpion)
- P-800 Oniks (GRAU: 3M55, NATO gọi là: SS-NX-26 Oniks/Yakhont)
- P-900 Alfa (GRAU: 3M51 [10], NATO gọi là: SS-N-27 Club)  Lưu trữ ngày 20 tháng 4 năm 2010 tại Wayback Machine)
- R-27K (GRAU: 4K18, NATO gọi là: SS-NX-13)
- RPK-2 Viyuga (NATO gọi là: SS-N-15 Starfish) (ASW)
- RPK-3 Metel (NATO gọi là: SS-N-14 Silex)
- RPK-6 Vodopad (NATO gọi là: SS-N-16 Stallion) (ASW)
- RPK-7 Vorobei (NATO gọi là: SS-N-16 Stallion) (ASW)
- RPK-9 Medvedka (NATO gọi là: SS-N-29) (ASW)
- Kh-35 Uran (GRAU: 3M24, NATO gọi là: SS-N-25 Switchblade)
- Kh-22
- Kh-31
- 3M22 Zircon
- Kh-47M2 Kinzhal

### Ấn ĐộvàNga
- BrahMos

### Pakistan
- Babar Cruise Missile

### Cộng hòa Nhân dân Trung Hoa
- SY-1 (SS-N-2)
- HY-1 (CSS-N-1 & CSS-N-2 Silkworm)
- Silkworm missile
- HY-2 (CSS-C-3 Seersucker)
- HY-3 (CSS-C-6 Sawhorse)
- HY-4 (CSS-C-7 Sadsack)
- YJ-6 (CAS-1 Kraken)
- YJ-7 (C-701)
- YJ-8 (CSS-N-4 Sardine)
- YJ-62
- YJ-12
- YJ-18

### Đài Loan
- Hsiung Feng I
- Hsiung Feng II
- Hsiung Feng III

### Nhật Bản
- Type 80 Air-to-Ship Missile (ASM-1)
- Type 88 Surface-to-Ship Missile (SSM-1)
  - Type 90 Ship-to-Ship Missile (SSM-1B)
  - Type 91 Air-to-Ship Missile (ASM-1C)
- Type 93 Air-to-Ship Missile (ASM-2)

### Iran
- Noor (ASM)
- Raad (ASM)
- Kowsar (ASM)
- Kosar1 (ASM)
- Kosar3 (ASM)
- C-801 (mua của Trung Quốc)
- C-802 (mua của Trung Quốc)